# Bilal Yalçınkaya
Bilal Yalçınkaya, né le 30 mars 2006, est un footballeur allemand qui joue au poste de milieu offensif au Hambourg SV.

## Biographie

### Carrière en club
Passé par le FC Süderelbe et le FC St. Pauli, Bilal Yalçınkaya intègre en 2017 le centre de formation du Hambourg SV,, dont il intègre l'effectif professionnel en championnat d'Allemagne de deuxième division 2023-2024,,.

### Carrière en sélection
En novembre 2023, Bilal Yalçınkaya est convoqué avec l'équipe  d'Allemagne des moins de 17 ans pour participer à la Coupe du monde des moins de 17 ans qui a lieu en Indonésie,,.
L'Allemagne atteint la finale de la compétition après sa victoire aux tirs au but face à l'Argentine, à l'issue d'un match nul (3-3),. L'Allemagne gagne ensuite le titre le 2 décembre 2023, en battant la France, encore sur une séance de tirs au but, après un match nul (2-2), dans lequel Yalçınkaya est titulaire.

## Palmarès
Allemagne -17 ans
- Coupe du monde
  - Vainqueur en 2023